# Вулиця Патона (Херсон)
Вулиця Пато́на (інша назва: Вулиця Євгена Патона) — вулиця в Корабельному районі Херсона, в мікрорайоні Корабел (Карантинний острів). Є однією з «наймолодших» вулиць міста — почала формуватися у 1969 році.
На вулиці розташовано багато промислових, громадських та адміністративних будівель: транспортний цех Херсонського суднобудівного заводу (ХСЗ), підприємства торгівлі, БМУ «Промбуд-7» комбінату «Херсонпромбуд», яке вело будівництво житлового масиву «Корабел».